# Droid (lettertypefamilie)
Droid is een lettertypefamilie ontworpen door Steve Matteson in opdracht van Google. De lettertypefamilie werd lange tijd gebruikt in Android-toestellen. Intussen is ze daarvoor vervangen door Roboto en Noto.
Het lettertype is geoptimaliseerd voor leesbaarheid op kleine toestellen zoals mobiele telefoons. De naam komt van het besturingssysteem Android van Google.

## Stijlen
De Droid-familie bevat een schreefloze variant, één met schreef en een niet-proportionele variant, die erg gelijkaardig is aan een van Mattesons vorige designs, Andalé Mono.
De schreefloze variant heeft een standaardversie en een vette variant. Die met schreef heeft een standaardversie, een vettere en hun cursieven. De niet-proportionele versie heeft enkel een standaardversie. Elk lettertype ondersteunt een tiental andere tekensets naast Latijns.